# 满都拉图镇
满都拉图镇，是中华人民共和国内蒙古自治区锡林郭勒盟苏尼特左旗下辖的一个乡镇级行政单位。

## 行政区划
满都拉图镇下辖以下地区：
恩格尔社区、达日罕社区、宝拉格社区、舒盖图社区、巴彦哈日阿图嘎查、萨如拉塔拉嘎查、巴彦温都尔嘎查、奈日木德勒嘎查、乌兰格日勒嘎查、巴彦淖尔嘎查、巴彦杭盖嘎查和达日罕嘎查。